# Гордон, Кароль
Кароль Гордон де Хантли (1749, Краков — 18 декабря 1820, Краков) — польский дворянин и офицер, участник русско-польской войны 1792 года и восстания Констюшко в 1794 году, начальник милиции Вольного города Кракова (с 1816 года).

## Биография

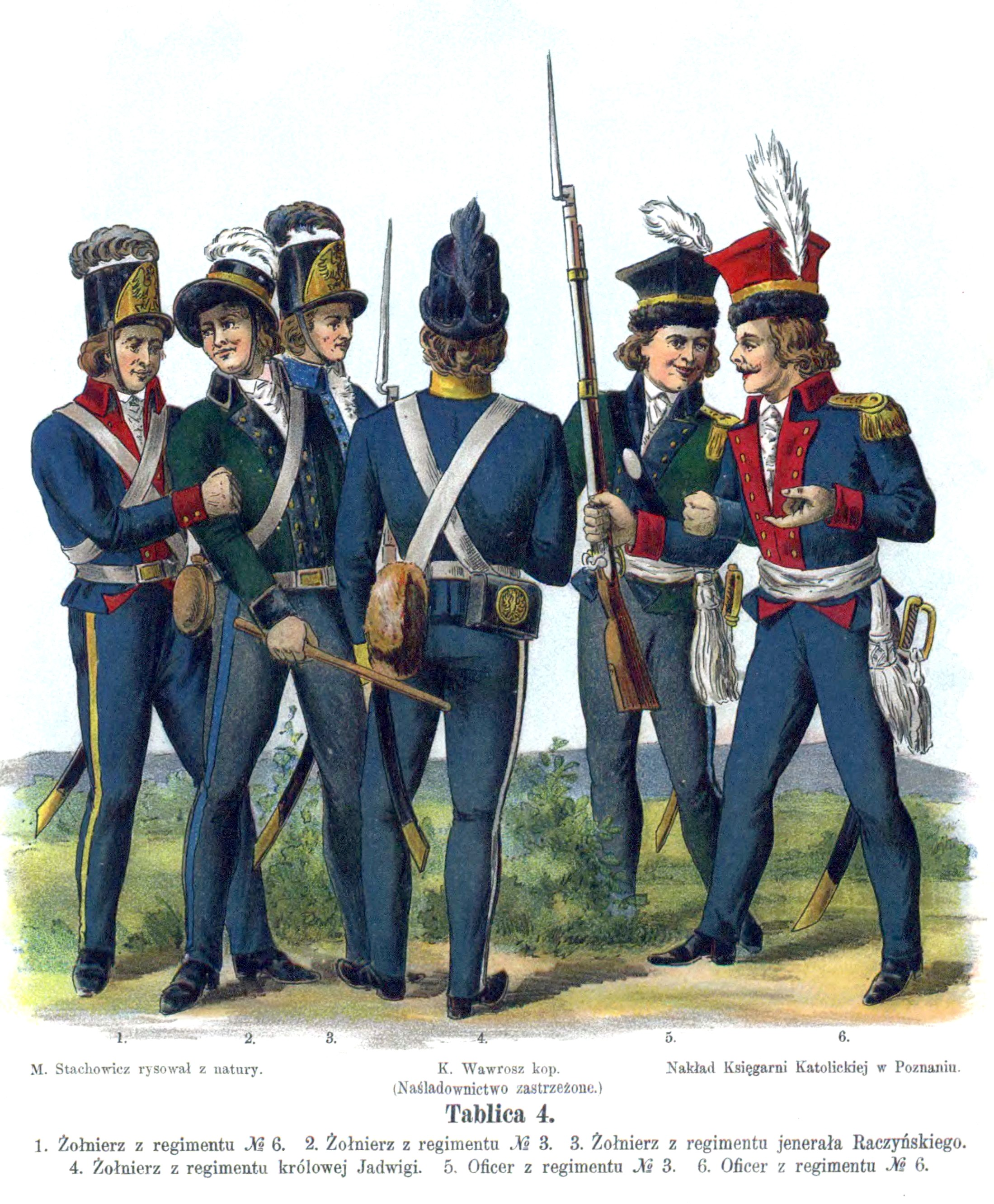
Солдаты 9-го пехотного полка

Представитель польского шляхетского рода Гордон герба «Быдант». Кароль Гордон был членом шотландского клана Гордон, благородной шотландской семьи, члены которой переехали в XVII веке, спасаясь от политических и религиозных преследований на родине. В Польше эта линия клана Гордон получила индигенат. Отец Кароля Пётр проживал в Кракове. У Кароля также было три брата, вместе с которыми он продал семейный дом после смерти отца в 1788 году, чтобы оплатить долги. Кароль Гордон начал военную карьеру еще во время правления короля Августа III. В возрасте 10 лет он в качестве товарища был записан в драгунский полк в Ловиче, который позднее в 1776 году был реорганизован в 9-й пехотный полк имени Рачинского под командованием Филиппа Рачинского. В этом полку Кароль Гордон прослужил до восстания под руководством Тадеуша Костюшко, продвинувшись от прапорщика (1766) до полковника (1791).
В качестве командира своего полка Кароль Гордон принимал участие в Русско-польской войне 1792 года и проявил себя, особенно в боях на Украине и Волыни. В июне 1792 года участвовал в битве под Зеленцами. После поражения Речи Посполитой в войне Гордон находился в Познани, где он работал в комиссии, имеющей задачу сократить численность польских войск до половины их состава. После начала восстания Костюшко в 1794 году Кароль Гордон сразу же примкнул к повстанцам вместе со своим полком (970 солдат) и вошел в состав дивизии генерала Яна Гроховского. Кароль Гордон принимал участие в битве под Щекоцинами, в осаде Варшавы в боях на Воле, во время которых получил тяжелое ранение и вынужден был уйти с действующей военной службы, вернувшись в родной Краков.
В период Великого герцогства Варшавского Кароль Гордон оставался в резерве, но после создания Вольного города Кракова краковский сенат назначил его в 1816 году начальником городской милиции, ставя его во главе 300 пеших милиционеров и 40 конных жандармов.
Кароль Гордон скончался в Кракове и был там же похоронен. О его семье ничего не известно.